# Miep Gies
Miep Gies, nata Hermine Santrouschitz (Vienna, 15 febbraio 1909 – Hoorn, 11 gennaio 2010), è stata una delle persone olandesi che nascosero Anna Frank, la sua famiglia e altre quattro persone, proteggendole dalle persecuzioni naziste durante la seconda guerra mondiale. Fu lei che conservò e nascose il famoso diario di Anna Frank, dopo l'arresto e la deportazione degli inquilini dell'Alloggio Segreto.

## Biografia

### Infanzia
Miep Gies nacque come Hermine Santrouschitz a Vienna, in Austria; si trasferì a Leida, nei Paesi Bassi, nel dicembre del 1920, grazie a un programma per l'aiuto ai bambini austriaci denutriti o malnutriti, per fuggire alla penuria di cibo dell'Austria dopo la prima guerra mondiale e qui fu adottata da una famiglia di origine operaia, che aveva già cinque bambini e crebbe Hermine (soprannominata "Miep") come figlia propria.

### Incontro con la famiglia Frank
Nel 1922 si trasferì con la famiglia adottiva ad Amsterdam, dove, terminati gli studi, trovò lavoro inizialmente come impiegata in un magazzino tessile, dove conobbe Jan Gies, contabile, con cui si fidanzò. Nel 1933, tramite un'amica di famiglia, ottenne un colloquio di lavoro con Otto Frank, che l'assunse nella sua azienda, l'Opekta, che produceva preparati per marmellate. Inizialmente entrò come impiegata nel banco informazioni; successivamente venne promossa, fino a raggiungere un incarico dirigenziale. Divenne presto una stretta amica della famiglia Frank, assieme a Jan Gies, che infine sposò il 16 luglio 1941, dopo aver rifiutato l'adesione a una associazione femminile nazista e aver subito la minaccia di essere rimandata in Austria. La sua conoscenza dell'olandese e del tedesco aiutò la famiglia Frank ad ambientarsi nei Paesi Bassi e lei e suo marito divennero ospiti regolari di casa Frank.

#### Il rifugio sul Canale Prinsengracht
Con suo marito e i suoi colleghi, Victor Kugler, Johannes Kleiman e Bep Voskuijl, Miep Gies, dal 6 luglio 1942 al 4 agosto 1944, aiutò a nascondere Edith e Otto Frank, le loro figlie Margot e Anna, Hermann e Auguste van Pels, il loro figlio adolescente Peter e Fritz Pfeffer, un dentista di origine tedesca, nell'Achterhuis. Il rifugio, durante l'occupazione nazista, era un appartamentino segreto a due piani posto sopra gli uffici dell'Opekta, sul canale Prinsengracht, nella parte ovest di Amsterdam, il cui accesso era nascosto da una libreria.
Miep e gli altri collaboratori rischiavano incriminazioni, deportazione e anche la morte se fossero stati sorpresi a nascondere gli ebrei. Per oltre due anni, Miep, il marito ed i colleghi tennero nascoste otto persone, procurando loro cibo (sempre più scarso a causa del razionamento), libri, vestiario e medicinali e - come annota Anna nel diario - persino organizzando per loro festicciole e procurando doni in occasione di compleanni e feste religiose. La mattina del 4 agosto 1944, un delatore anonimo riferì alla Gestapo la presenza di persone nascoste sopra gli uffici dell'Opekta. Tutti coloro che vi avevano trovato rifugio furono arrestati, così come Victor Kugler e Johannes Kleiman. Dopo la guerra ci furono tre distinte indagini penali mirate a identificare l'informatore, tutte prive di risultati. Miep Gies evitò l'arresto perché l'ufficiale incaricato della perquisizione, Karl Silberbauer, era austriaco come lei e le permise di andare via assieme alla giovanissima Bep Voskuijl (che, ricordò Miep, dopo l'irruzione della Gestapo, fu colta da un violento attacco di panico); tuttavia Silberbauer non accettò allorché Miep, alcuni giorni dopo, si presentò coraggiosamente presso l'ufficio delle SS offrendo denaro - raccolto tramite una colletta di amici e conoscenti dei Frank - per ottenere la liberazione degli arrestati.

### Il diario di Anna Frank
La Gies trovò il diario di Anna Frank nel nascondiglio e lo nascose in uno scrittoio per quando Anna sarebbe ritornata. A guerra finita e dopo la conferma della morte di Anna nel campo di concentramento di Bergen-Belsen, Miep Gies consegnò quell'insieme di fogli e taccuini all'unico superstite della famiglia, Otto Frank, padre di Anna, che li organizzò in un diario e li pubblicò nel 1947.
Miep Gies non aveva letto il diario prima di consegnarlo a Otto Frank e nel suo libro di memorie, "Si chiamava Anna Frank", racconta che, se fosse dipeso da lei, lo avrebbe distrutto per le informazioni incriminanti che conteneva: l'illegale nascondersi delle famiglie ebree, il loro sostentamento da parte di alcune persone libere (di cui era fatto esplicitamente nome e cognome), il mercato nero che forniva cibo per tutte quelle persone. Fu Otto Frank che, in seguito, la persuase a leggere il diario in occasione della sua seconda ristampa.

### Riconoscimenti e onorificenze

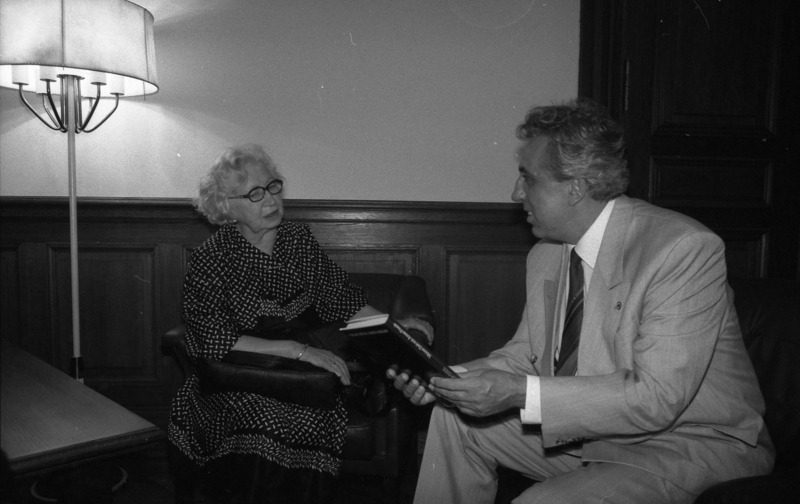
Miep Gies con Egon Krenz nel 1989

Quando il libro fu pubblicato e ampiamente tradotto, Miep e Jan Gies divennero celebri nei Paesi Bassi e in tutto il mondo e il loro coraggio venne riconosciuto e premiato da moltissime organizzazioni internazionali. Tra i tanti, ricevettero il premio Raoul Wallenberg per il coraggio e la nomina a Giusti tra le nazioni.
Nel 1994 Miep Gies ricevette l'Ordine al Merito di Germania; nel 1995 fu premiata con la medaglia di Yad Vashem e nel 1997 con il cavalierato dalla regina Beatrice dei Paesi Bassi.

### Dopoguerra
L'unico figlio di Miep, Paul Gies, nacque il 13 luglio 1950, allorché i coniugi Gies avevano ormai rinunciato alla speranza di avere figli; suo marito, Jan Gies, morì di diabete nel 1993. Miep Gies viveva nel Noord-Holland, la provincia dell'Olanda Settentrionale, e il 15 febbraio 2009 compì 100 anni. È morta l'11 gennaio 2010, a quasi 101 anni d'età, ormai bisnonna e ancora perfettamente lucida, per le conseguenze di una frattura del femore in seguito a una caduta nella casa di riposo nella quale era ospitata.

## Teatro, cinema e televisione
Miep Gies appare come personaggio nei numerosi adattamenti del diario di Anna Frank, per il teatro, il cinema e la televisione. L'attrice che per prima ha creato il ruolo nella produzione teatrale di Broadway del 1955 è stata Gloria Jones, mentre nel celebre film di George Stevens del 1959 la parte è stata interpretata da Dodie Heat. Nel 1988 Mary Steenburgen è la protagonista del film tv americano The Attic - The Hiding of Anne Frank, basato sul libro di memorie di Miep Si chiamava Anna Frank, edito in Italia da Arnoldo Mondadori Editore. Miep Gies appare come personaggio (interpretata da Pat Carroll) anche in una scena del film Freedom Writers (2007), mentre incontra un gruppo di studenti di una scuola superiore di Long Beach. Altre attrici che si sono cimentate nella parte sono Lili Taylor e Kate Ashfield.
| Anno | Miep Gies           | Teatro / Cinema / Televisione                                                                                     | Adattamento                          | Regia                       |
| ---- | ------------------- | --- | ------------------------------------ | --------------------------- |
| 1955 | Gloria Jones        | Il diario di Anna Frank (The Diary of Anne Frank), riduzione teatrale (Broadway)                                  | Frances Goodrich & Albert Hackett    | Garson Kanin                |
| 1958 | Ostara Körner       | Il diario di Anna Frank (Das Tagebuch der Anne Frank), film TV (Germania Est)                                     | Frances Goodrich & Albert Hackett    | Emil Stöhr                  |
| 1959 | Dodie Heath         | Il diario di Anna Frank, film (USA)                                                                               | Frances Goodrich & Albert Hackett    | George Stevens              |
| 1962 | --                  | Il diario di Anna Frank (Dagboek van Anne Frank), film TV (Paesi Bassi)                                           | Frances Goodrich & Albert Hackett    |                             |
| 1967 | Suzanne Grossman    | Il diario di Anna Frank, film TV (USA)                                                                            | Frances Goodrich & Albert Hackett    | Alex Segal                  |
| 1979 | Saiko Egawa (voce)  | Anne no nikki: Anne Frank monogatari ("Il diario di Anna: la storia di Anna Frank"), film d'animazione (Giappone) | Ryūzō Nakanishi                      | Eiji Okabe                  |
| 1980 | Anne Wyndham        | Il diario di Anna Frank, film TV (USA)                                                                            | Frances Goodrich & Albert Hackett    | Boris Sagal                 |
| 1982 | Isa Sander-Wolter   | Il diario di Anna Frank (Das Tagebuch der Anne Frank), film TV (Germania Est)                                     | Frances Goodrich & Albert Hackett    | Mirjana Erceg               |
| 1985 | Liesbeth Struppert  | Il diario di Anna Frank (Het dagboek van Anne Frank), film TV (Paesi Bassi)                                       | Frances Goodrich & Albert Hackett    | Jeroen Krabbé & Hank Onrust |
| 1987 | Janet Amsbury       | Il diario di Anna Frank, miniserie TV in 4 episodi (UK)                                                           | Elaine Morgan                        | Gareth Davies               |
| 1988 | Mary Steenburgen    | The Attic: The Hiding of Anne Frank, film TV (USA)                                                                | Miep Gies                            | John Erman                  |
| 1995 | Yoshie Taira (voce) | Anne no nikki ("Il diario di Anna"), film d'animazione (Giappone)                                                 | Hachirô Konno & Roger Pulvers        | Akinori Nagaoka             |
| 1997 | Jessica Walling     | Il diario di Anna Frank (The Diary of Anne Frank), riduzione teatrale (Broadway revival)                          | Frances Goodrich & Albert Hackett    | James Lapine                |
| 2001 | Lili Taylor         | La storia di Anna Frank (Anne Frank: The Whole Story), miniserie TV in 2 episodi (USA)                            | Kirk Ellis & Melissa Müller          | Robert Dornhelm             |
| 2007 | Pat Carroll         | Freedom Writers, film (USA)                                                                                       | Erin Gruwell                         | Richard LaGravenese         |
| 2008 | Inés León           | El diario de Ana Frank - Un canto a la vida, musical (Spagna)                                                     | José Luis Tierno & Jaime Azpilicueta | Daniel Garcìa Chavéz        |
| 2009 | Kate Ashfield       | Il diario di Anna Frank, miniserie TV in 5 episodi (UK)                                                           | Deborah Moggach                      | Jon Jones                   |
| 2010 | Csilla Bakonyi      | Mi ricordo Anna Frank, film TV (Italia)                                                                           | Alison Leslie Gold                   | Alberto Negrin              |

## Onorificenze

### Onorificenze straniere
- Giusto tra le Nazioni (Israele), 1993